# لو تعرفوا (ألبوم)
لو تعرفوا هو ثاني ألبوم للفنانة السورية أصالة. تم إصداره في العام 1993، من قِبل شركة فنون الإمارات للصوتيات والمرئيات.

## قائمة الأغاني
- سامحتك - 11:53
- لو تعرفوا - 13:48
- هات قلبي - 12:20
- ياصابره يانا - 11:12
- اسمع صدى صوتك -10:08

## أغاني مصورة
- "سامحتك"
- "اسمع صدى صوتك "